# (2492) Кутузов
(2492) Кутузов (лат. Kutuzov) — типичный астероид главного пояса, открыт 14 июля 1977 года советским астрономом Николаем Черных в Крымской астрофизической обсерватории и 2 июля 1985 года назван в честь русского полководца Михаила Кутузова.

## Обнаружение и именование
(2492) Кутузов
Открыт 14 июля 1977 года в Научном Н. С. Черных.
Назван в честь Михаила Илларионовича Кутузова (1745—1813) — военачальника, главнокомандующего во время войны 1812 года против войск Наполеона.
Оригинальный текст (англ.)2492 Kutuzov
Discovered 1977-07-14 by Chernykh, N. at Nauchnyj.
Named for Mikhail Illarionovich Kutuzov (1745—1813), military leader, commander-in-chief during the 1812 war against the troops of Napoleon.
Источники: DISCOVERY.DB; M.P.C. 9767.

## Орбита

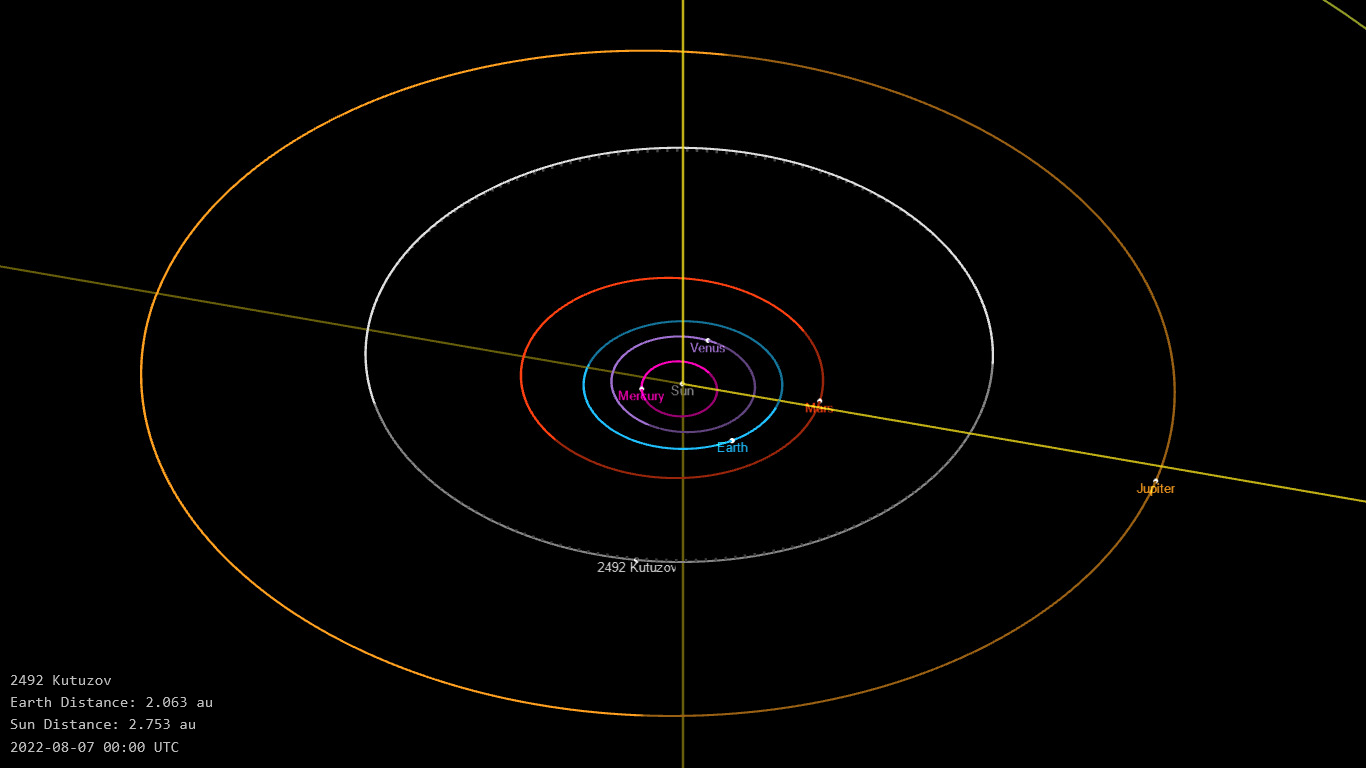
Орбита астероида Кутузов и его положение в Солнечной системе

## Физические характеристики
Из наблюдений системы ATLAS следует, что астероид относится к таксономическому классу C.
По результатам наблюдений в инфракрасном диапазоне орбитальной обсерватории IRAS и спутника Akari и наблюдений в видимом и ближнем инфракрасном диапазоне космического телескопа NEOWISE диаметр астероида сначала оценивался равным 23,39±3,8 км, позже — 29,648±0,147 км, 26,23±0,84 км, 26,654±10,33 км и 27,792±0,097 км. Согласно тем же источникам альбедо оценивается как 0,0975±0,041, 0,0607±0,0116, 0,079±0,005, 0,0658±0,0613 и 0,072±0,013.